# Mariakyrkan, Kraków
Mariakyrkan i Kraków är en tegelstenskyrka byggd i gotisk stil. Kyrkan är byggd på 1200-talet men byggdes upp igen på 1300-talet efter att Mongolerna förstörde kyrkan. Den ligger i anslutning till Stora torget i Kraków. Kyrkans högsta torn är 80 meter högt. Kyrkan är mest känd för träaltaret av Veit Stoss.
Varje timma spelar en trumpet en melodi som kallas Hejnal mariacki. Den spelas från toppen av det högsta tornet. Melodin bryts hastigt mitt i låten för att hedra en känd trumpetare på 1200-talet som blev skjuten när han spelade melodin i samband att staden blev anfallen av Mongolerna. Middagstid varje dag spelas melodin över hela Polen och den sänds även på den Polska radiostationen Radio 1 Station.
Mariakyrkan är också förebild för många polskbyggda kyrkor runt om i världen.

## Historia
Enligt krönikören Jan Długosz grundades kyrkan mellan 1221 och 1222 av biskopen i Kraków, Iwo Odrowąż. Byggnaden förstördes under den mongoliska invasionen i Polen. Mellan 1290 och 1300 byggdes den nya gotiska kyrkan på den kvarvarande grunden. Den invigdes tjugo år senare, år 1320.
Kyrkan byggdes om grundligt av Kasimir III mellan 1355 och 1365. Huvuddelen av kyrkan stod färdig 1395 och 1397 med nya valv byggda av mästere Nicholas Werhner från Prag. Ett av valven kollapsade år 1442 på grund av en eventuell jordbävning, vilket inte har inträffat varken före eller efter.
Under första halvan av 1400-talet, fanns även en sidokapsel. Tornet höjdes även och 1666 placerades en förgylld krona på toppen, som finns kvar även idag.
På 1700-talet beslutade kyrkoherden Jacek Augustyn Łopacki att kyrkans inredning skulle byggas om till barockostil. Byggmästare var Francesco Placidi. Alla 26 altarna, möbler, bänkar och målningar byttes ut, arbetet utfördes av Andrzej Radwański.
I slutet av 1800-talet beslutade staden att kyrkogården skulle stängas och göras om till ett torg. Under åren 1887 till 1891, fick kyrkan kyrkan en nygotisk stil.
Den 18 april 2010 var här en begravningsceremoni för den polska presidenten Lech Kaczyński, som dog i en tragisk flygolycka.

## Galleri

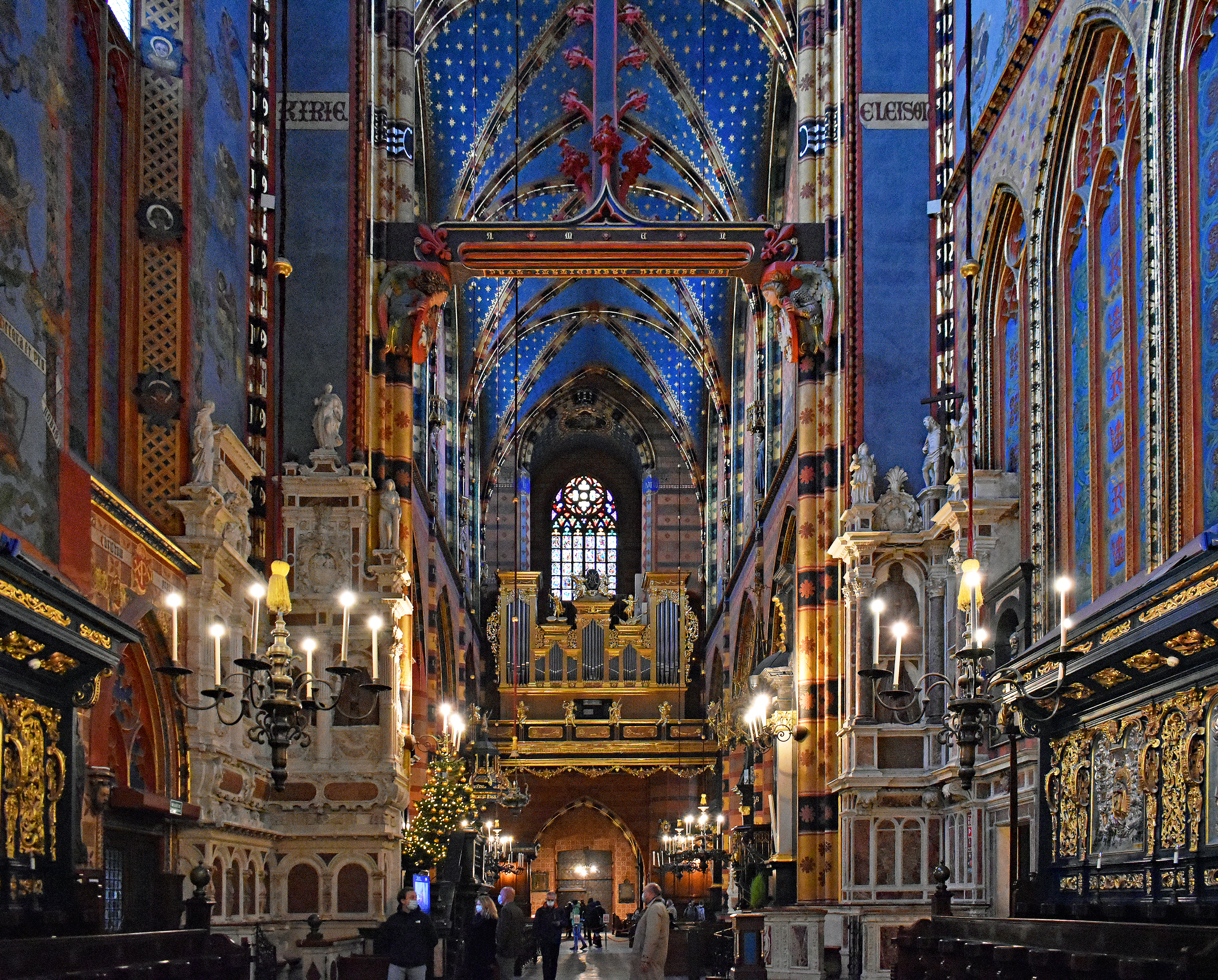
Interiör
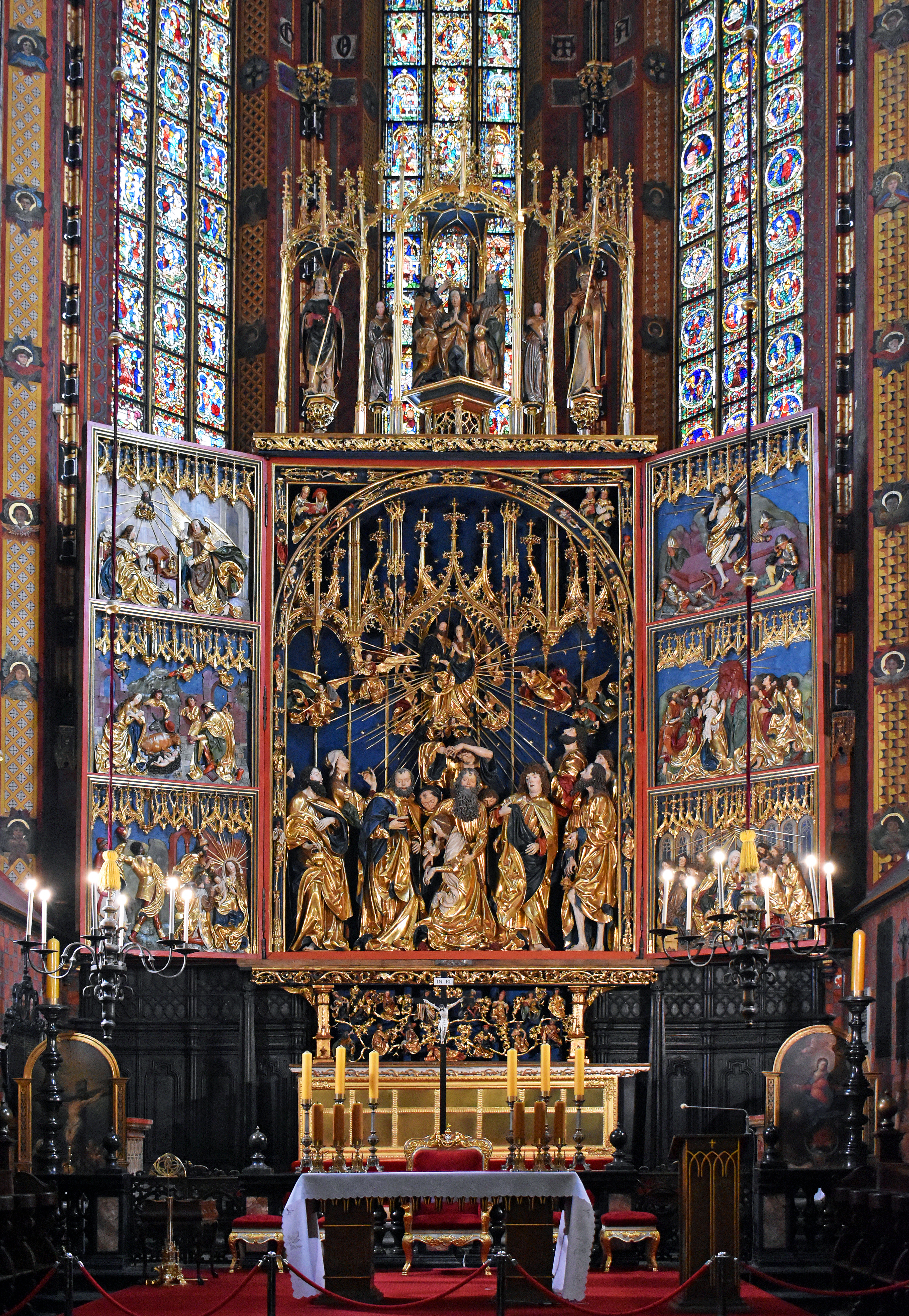
Gotisk altartavla av Veit Stoss
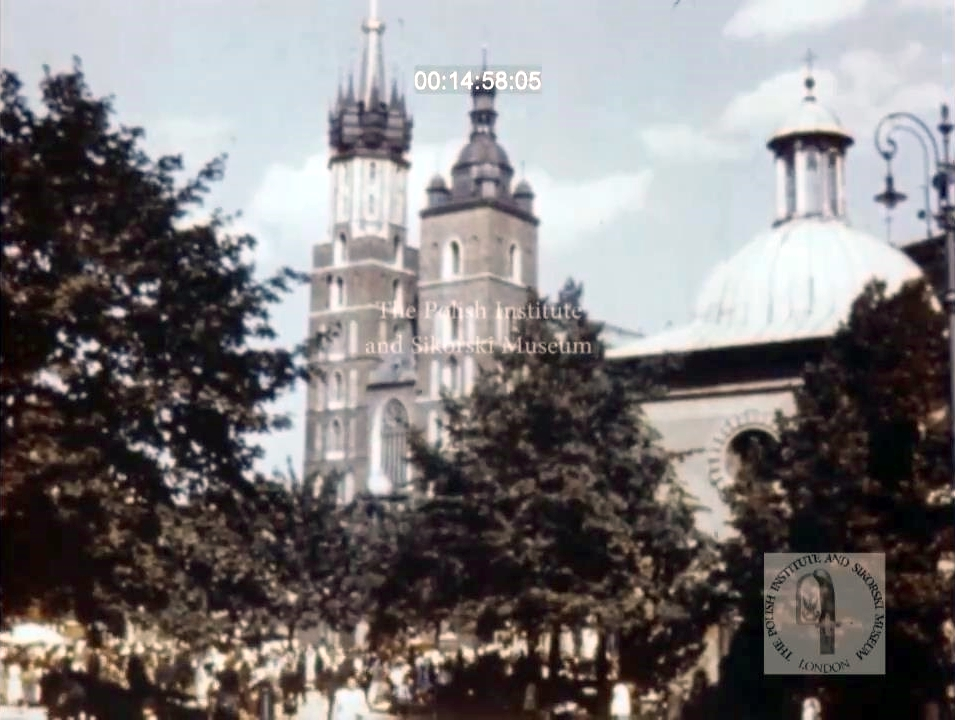
1938
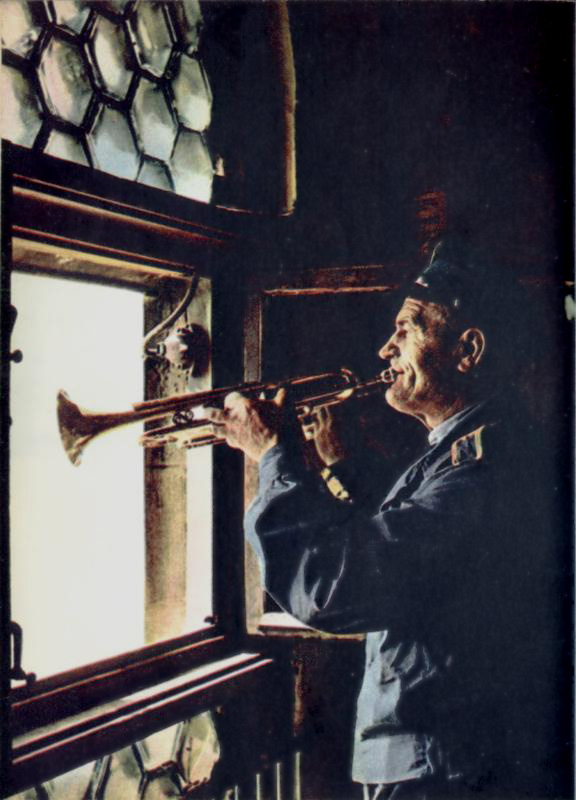
Hejnalista vid Mariakyrkan
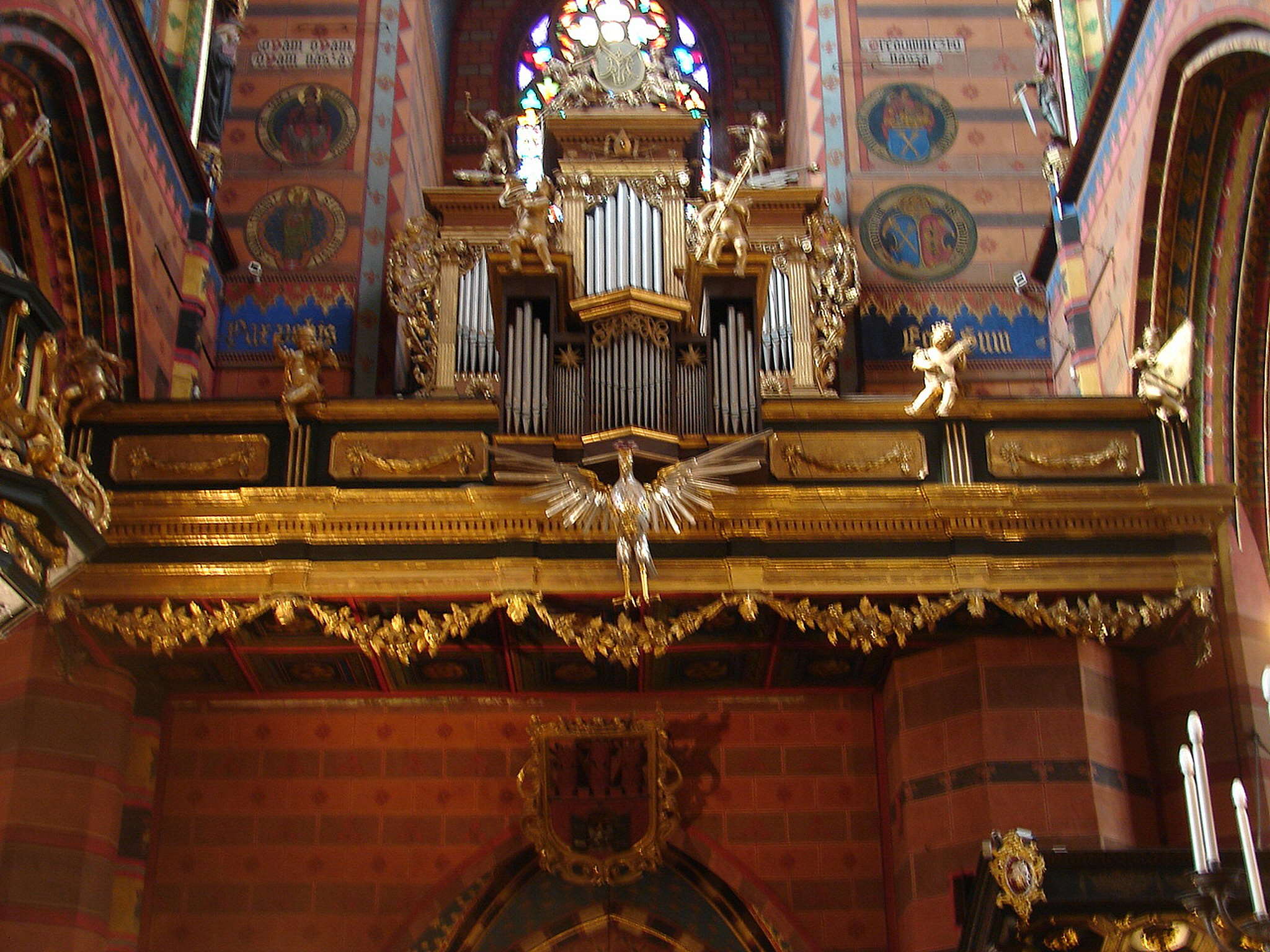
Kyrkorgeln
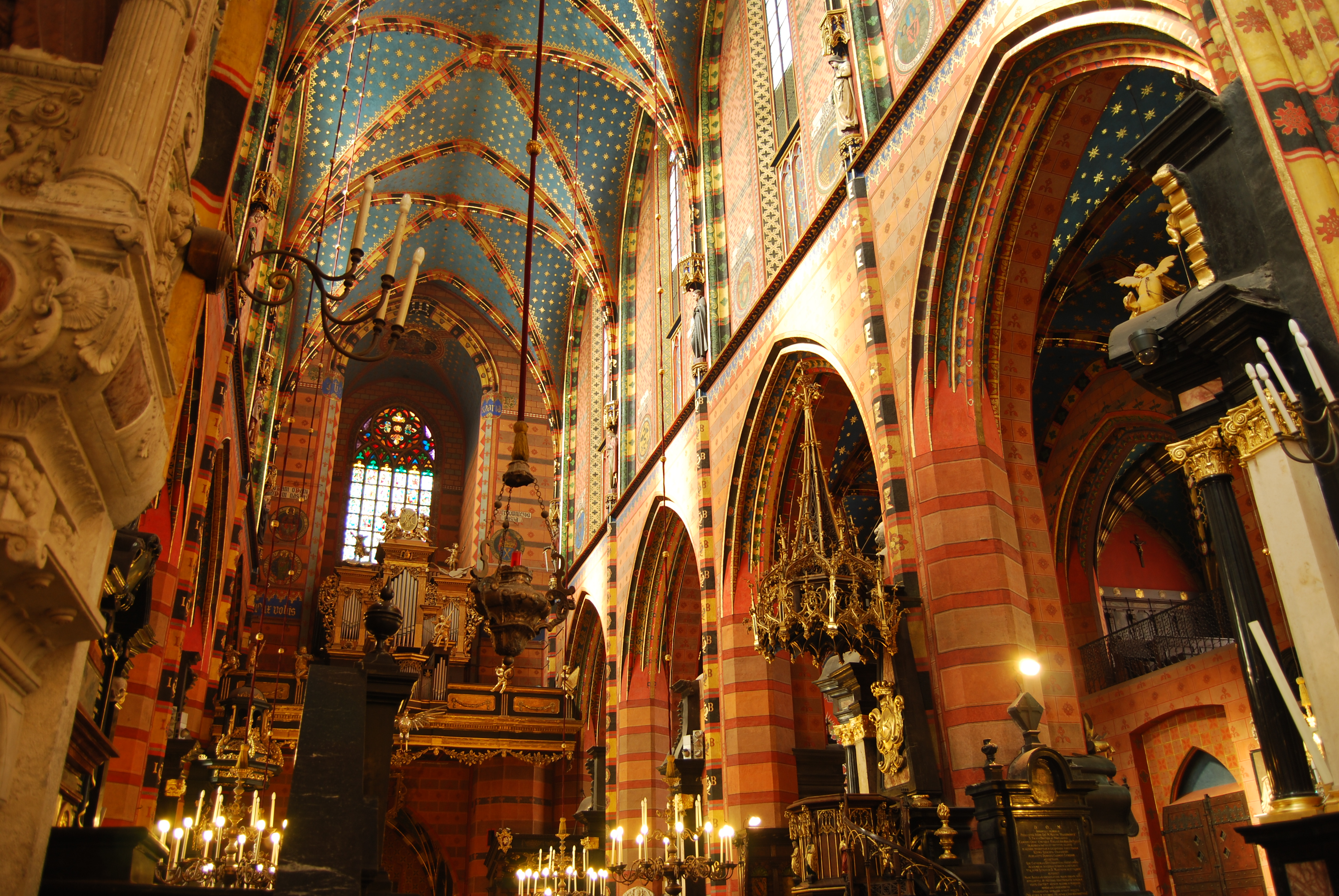
Vy från ingången
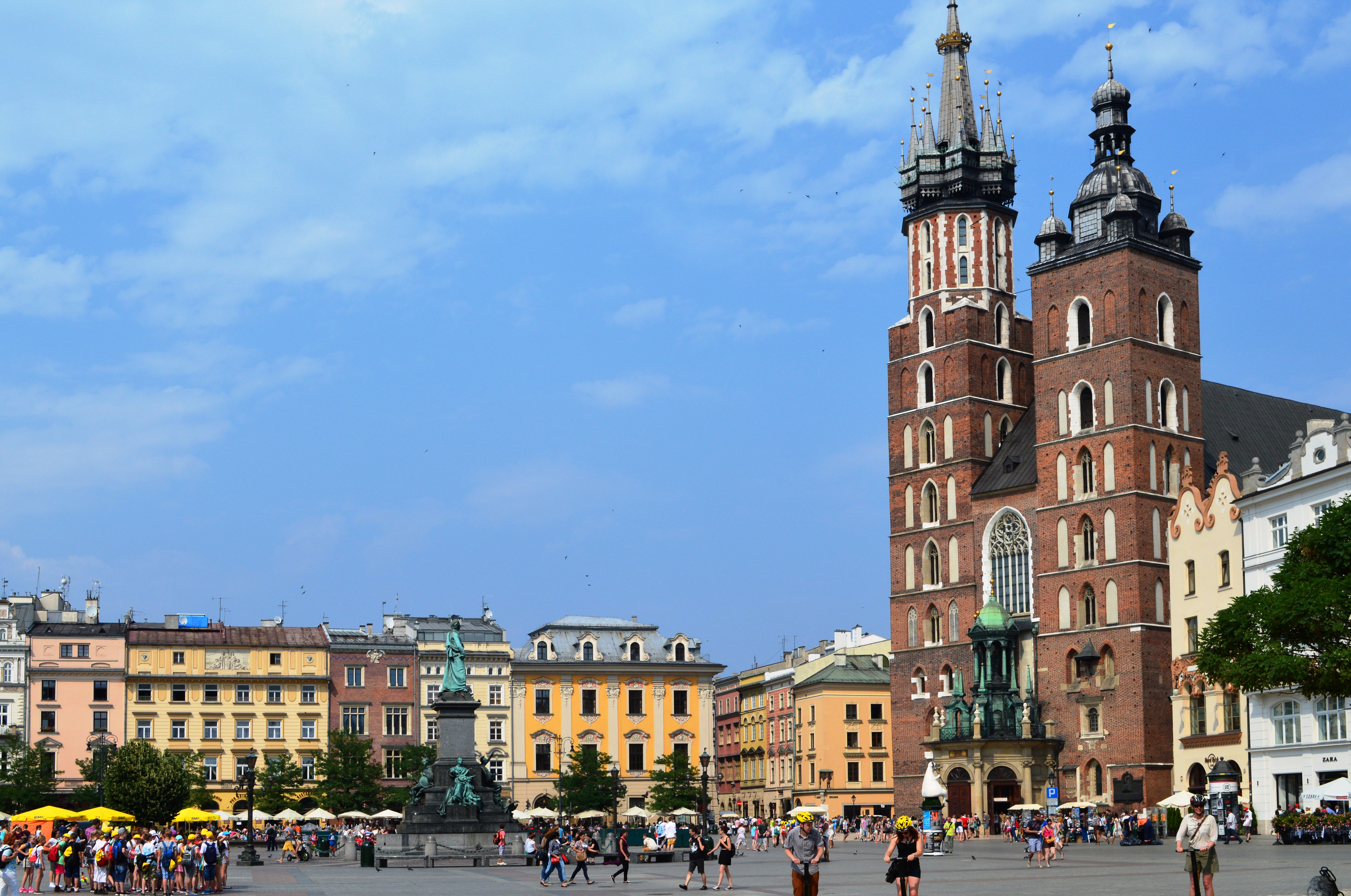
Mariakyrkan framifrån
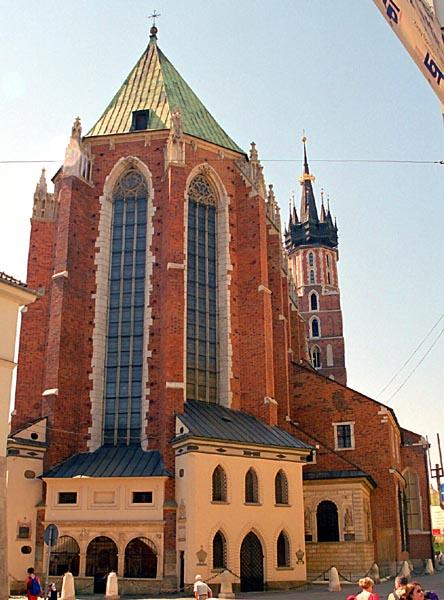
Vy från gatan Mikołajska
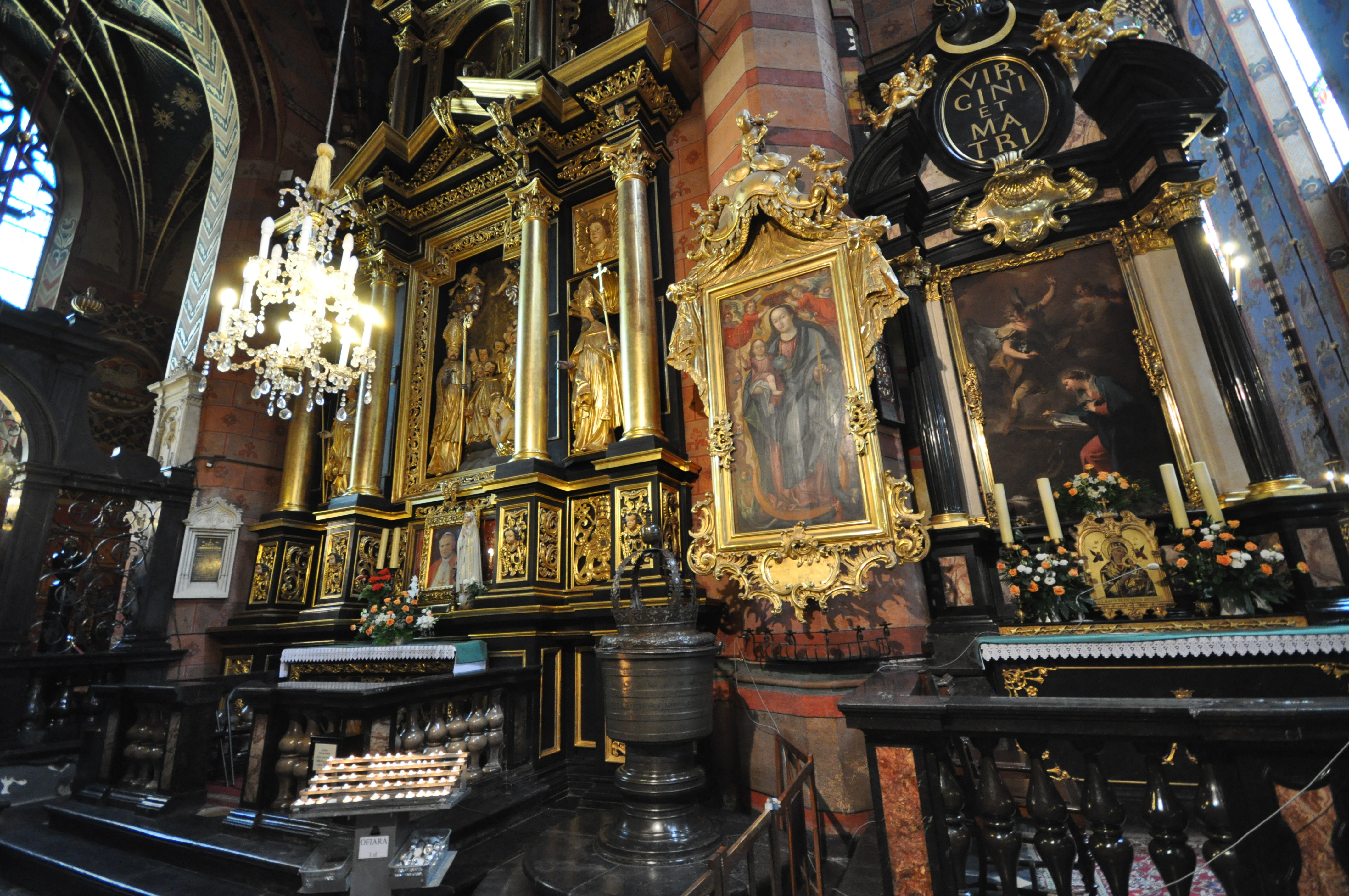
Interiör
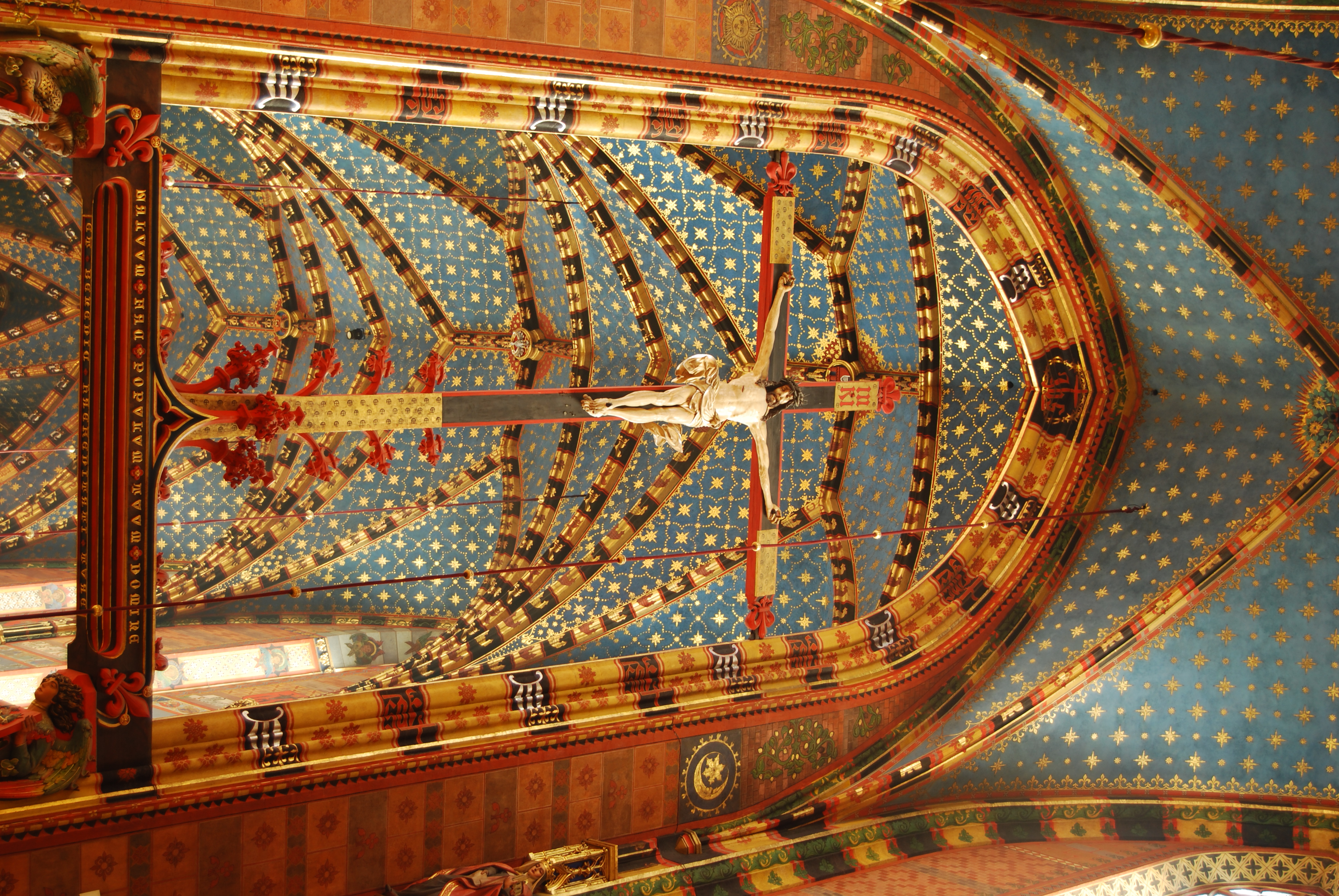
Kors i taket på kyrkan
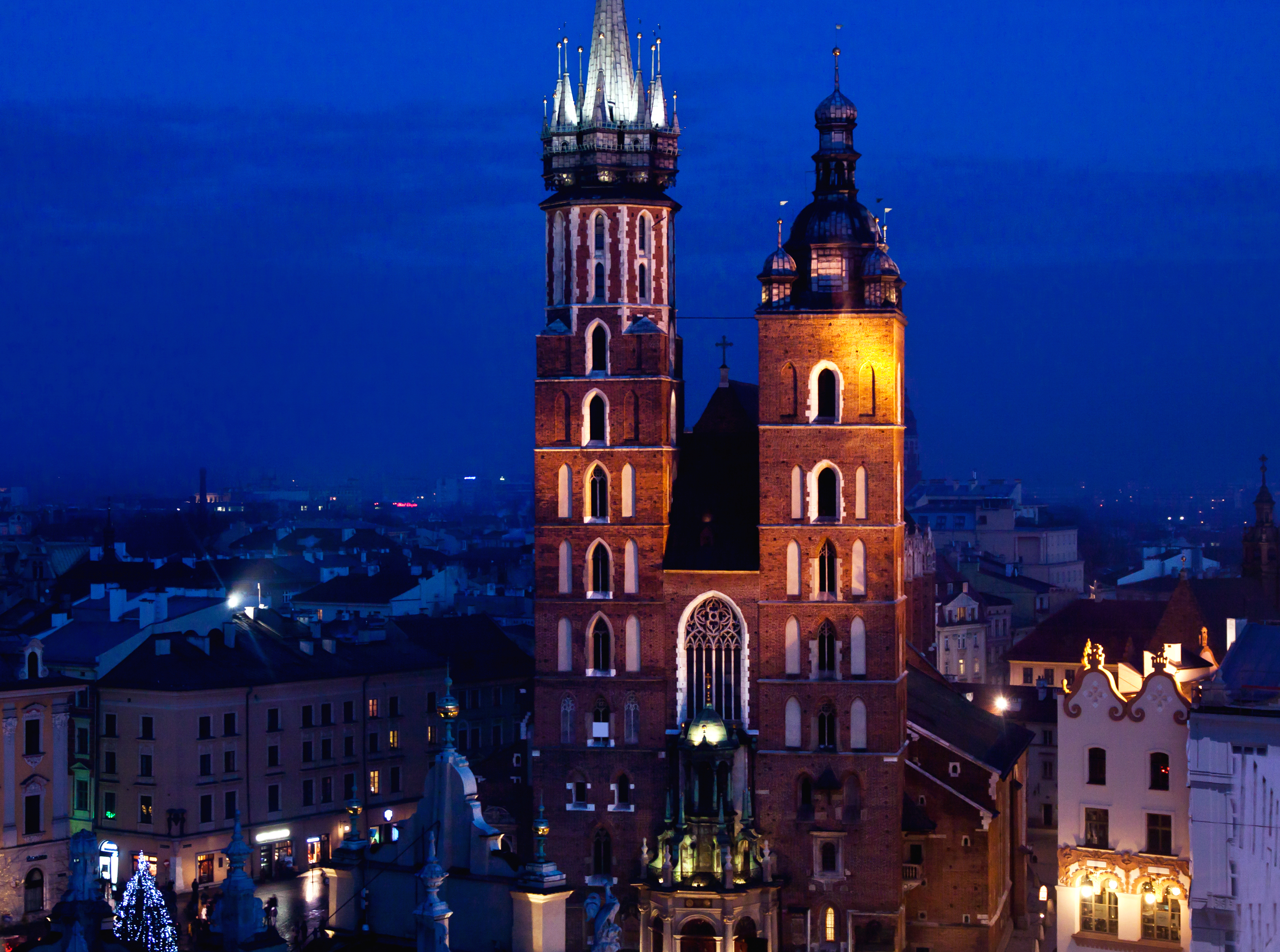
Vy över kyrkan kvällstid